# Boophis luciae
A Boophis luciae a kétéltűek (Amphibia) osztályába, a békák (Anura) rendjébe és az aranybékafélék (Mantellidae) családjába tartozó faj. Nevét Lucia de la Riva, Ignacio J. De la Riva lánya után kapta.

## Előfordulása
A faj Madagaszkár endemikus faja. A sziget keleti felén, az Andohahela Nemzeti Parkban, a Ranomafana Nemzeti Parkban, An'Ala, Andasibe, Vohidrazana és Ranomena környékén honos.

## Megjelenése
Közepes méretű békafaj, a megfigyelt hímek hossza 23,9–31,3 mm, a nőstényeké 42,1–42,7 mm volt. Fejének szélessége nagyobb, mint annak hossza, és valamivel szélesebb testéénél is. Orra lekerekített, orrlyukai oldalra állnak. Kerek hallószerve kidudorodó. Hátának bőre sima, oldalán durva textúrájú. Karjai és lábai karcsúak.  